# Achiel Van Ackerplein
Het Achiel Van Ackerplein is een klein plein op de hoek van de Ezelstraat en de Hugo Losschaertstraat in het historische centrum van de stad Brugge. Het wordt als deel van de Ezelstraat beschouwd.

## Beschrijving
De kerk van het voormalig Theresianenklooster (omgedoopt tot Joseph Ryelandtzaal) bevindt zich aan dit pleintje.
In 1984 werd op dit plein een koperen afgietsel geplaatst van het borstbeeld gemaakt door Idel Ianchelevici, dat minister van staat Achiel Van Acker voorstelt. Meteen werd ook het pleintje afgescheiden van de Ezelstraat en kreeg het de naam Achiel Van Ackerplein. De inhuldiging vond plaats op 8 juni 1985.